# NGTS-4 b
NGTS-4 b est une planète de type Neptune chaud en orbite autour de l'étoile NGTS-4. Elle a une masse égale à  20 fois celle de la Terre pour un rayon 20 % inférieur à celui de Neptune. Elle fait le tour de son étoile en 1,3 jour et a une température estimée à plus de 1 000 °C. Elle est surnommée la « planète interdite » en raison du fait qu'elle se situe dans le désert des Neptune chauds. Sa découverte, faite dans le cadre du Next Generation Transit Survey (NGTS), a été annoncée fin mai 2019.